# Легка атлетика на літніх Паралімпійських іграх 2012
Змагання з легкої атлетики на літніх Паралімпійських іграх 2012 року пройдуть на Олімпійському стадіоні у Лондоні з 31 серпня по 9 вересня.

## Класифікація спортсменів
Спортсмени будуть класифіковані на різні групи в залежності від ступеня інвалідності. Система класифікації дозволяє спортсменам з однаковими порушеннями конкурувати на рівних.

Атлети класифікуються на такі групи:
- 11-13: спортсмени з порушеннями зору
- 20: спортсмени з інтелектуальними порушеннями
- 31-38: спортсмени з целебральним паралічем (31-34: на інвалідних візках)
- 40-46: спортсмени з порушеннями, що впливають на роботу кінцівок та спортсмени з ампутованими кінцівками
- 51-58: спортсмени на інвалідних візках на треку та спортсмени, що метають з положення сидячи

Номери класів також мають префікси «T», «F», «P», відповідно track (доріжки), field (поле) і pentathlon (п'ятиборство).

У кожному класі, перша цифра вказує на характер порушення спортсмена, а друга вказує на кількість функціональних можливостей.

Наприклад, бігун, що бере участь у класі 11 має або слабкий зір, або взагалі сліпий і використовує допоміжні засоби, щоб закінчити гонку. У той же час спортсмен, що має клас 13 має обмежений зір, але не використовує допоміжних засобів.

### Марафон
Класифікація спортсменів на групи для участі у марафоні визначається мірою, якою вони обмежені виконувати дисципліну. Визначені три класи: 
- Т12: спортсмени з порушеннями зору
- Т46: спортсмени з порушеннями, що впливають на роботу однієї руки або спортсмени з ампутацією
- Т54: спортсмени на інвалідних візках

## Змагання

### Чоловіки
| Змагання                     | Змагання                       | Золото                       | Срібло                         | Бронза         |
| ---------------------------- | ------------------------------ | ---------------------------- | ------------------------------ | -------------- |
| 100 м                        |                                |                              |                                |                |
| 100 м - Т11                  | Лей Ксю                        | Лукас Прадо                  | Феліпе Гомес                   |                |
| 100 м - Т12                  | Федір Тріколіч                 | Матеуш Міхалські             | Янсонг Лі                      |                |
| 100 м - Т13                  | Джейсон Сміт                   | Луїз Феліпе Гут'єррес        | Джонатан Нтуту                 |                |
| 100 м - Т34                  | Валід Ктіла                    | Рід МакКрекен                | Мохамад Хаммаді                |                |
| 100 м - Т35                  | Юрій Царук                     | Тебохо Мокгалагаді           | Ксінхан Фу                     |                |
| 100 м - Т36                  | Євген Швецов                   | Греме Беллард                | Роман Павлик                   |                |
| 100 м - Т37                  | Фані ван дер Мерве             | Йонгбін Лянь                 | Роман Капранов                 |                |
| 100 м - Т38                  | Еван О'Хенлон                  | Дайян Буйс                   | Вендзун Жу                     |                |
| 100 м - Т42                  | Генріх Попов                   | Скотт Рірдон                 | Войцек Чиж                     |                |
| 100 м - Т44                  | Джонні Пікок                   | Річард Брауні                | Арну Фойрі                     |                |
| 100 м - Т46                  | Ксу Жао                        | Рас'єль Гонсалес Ісідорія    | Ола Абідогун                   |                |
| 100 м - Т51                  | Тоні Пійспанен                 | Альвізе де Віді              | Мохамед Беррахал               |                |
| 100 м - Т52                  | Раймонд Мартін                 | Сальвадор Ернандес Мондрагон | Поль Ніць                      |                |
| 100 м - Т53                  | Майкл Башелл                   | Юфей Дзяо                    | Шіран Ю                        |                |
| 100 м - Т54                  | Лео Пекка Тахті                | Янг Лю                       | Сайчон Кон'єн                  |                |
| 200 м                        |                                |                              |                                |                |
| 200 м - Т11                  | Феліпе Гомес                   | Даніел Сільва                | Хозе Сайово Армандо            |                |
| 200 м - Т12                  | Матеуш Міхалський              | Федір Тріколіч               | Янсонг Лі                      |                |
| 200 м - Т13                  | Джейсон Сміт                   | Олексій Лабзін               | Артем Логінов                  |                |
| 200 м - Т34                  | Валід Ктіла                    | Мохамад Хаммаді              | Рід МакКрекен                  |                |
| 200 м - Т35                  | Юрій Царук                     | Ксінхан Фу                   | Ернан Баррето                  |                |
| 200 м - Т36                  | Роман Павлик                   | Ва Вай Со                    | Бенямін Рашгрове               |                |
| 200 м - Т37                  | Роман Капранов                 | Гуансю Шанг                  | Омар Монтерола                 |                |
| 200 м - Т38                  | Еван О'Хенлон                  | Дайян Буйс                   | Мохамед Фаргат Чіда            |                |
| 200 м - Т42                  | Річард Уайтхед                 | Шакіль Венсе                 | Генріх Попов                   |                |
| 200 м - Т44                  | Алан Фонтелес Кардозо Олівеїра | Оскар Пісторіус              | Блейк Ліпер                    |                |
| 200 м - Т46                  | Йоханссон Наськийменто         | Рас'єль Гонсалес Ісідорія    | Саїмон Петмор                  |                |
| 200 м - Т52                  | Раймонд Мартін                 | Томоя Іто                    | Сальвадор Ернандес Мондрагон   |                |
| 200 м - Т53                  | Хужао Лі                       | Брент Лекетос                | Юфей Дзяо                      |                |
| 400 м                        |                                |                              |                                |                |
| 400 м - Т11                  | Хозе Сайово Армандо            | Лукас Прадо                  | Гот'є Тресор Макунда           |                |
| 400 м - Т12                  | Мамуд Хальді                   | Хільтон Лангенховен          | Джордж Б Гонсалес Сауседа      |                |
| 400 м - Т13                  | Олексій Лабзін                 | Олександр Зверєв             | Мохамед Амгуон                 |                |
| 400 м - Т36                  | Євген Швецов                   | Поль Блейк                   | Роман Павлик                   |                |
| 400 м - Т38                  | Мохамед Фаргат Чіда            | Вендзун Жу                   | Юніон Секаїльве                |                |
| 400 м - Т44                  | Оскар Пісторіус                | Блейк Ліпер                  | Дейвід Прайнц                  |                |
| 400 м - Т46                  | Гунтер Мацінгер                | Йоганссон Наськийменто       | П Уггл Дена Патіраннехелаг     |                |
| 400 м - Т52                  | Раймонд Мартін                 | Томоя Іто                    | Томас Гайршпіхлер              |                |
| 400 м - Т53                  | Хужао Лі                       | Брент Лекетос                | Річард Колман                  |                |
| 400 м - Т54                  | Ліксін Джанг                   | Кенні ван Вігхел             | Ченгмінг Лю                    |                |
| 800 м                        |                                |                              |                                |                |
| 800 м - Т12                  | Абдеррахім Жіу                 | Єгор Шаров                   | Дейвід Девайн                  |                |
| 800 м - Т13                  | Абделлатіф Бака                | Давід Корір                  | Абделлілах Маме                |                |
| 800 м - Т36                  | Євген Швецов                   | Артем Ареф'єв                | Поль Блейк                     |                |
| 800 м - Т37                  | Майкл МакКіллоп                | Мохамед Шармі                | Бред Скотт                     |                |
| 800 м - Т46                  | Гунтер Мацінгер                | Самір Нуйуа                  | Абрахам Тарбей                 |                |
| 800 м - Т52                  | Раймонд Мартін                 | Томоя Іто                    | Леонардо де Хесус Перес Хуарес |                |
| 800 м - Т53                  | Річард Колман                  | Брент Лекетос                | Джошуа Джордж                  |                |
| 800 м - Т54                  | Дейвід Вейр                    | Марсель Хуг                  | Сайчон Кон'єн                  |                |
| 1500 м                       |                                |                              |                                |                |
| 1500 м - Т11                 | Самвель Мушай Кімані           | Одаїр Сантос                 | Джейсон Джозеф Данкерлі        |                |
| 1500 м - Т13                 | Абдеррахім Жіу                 | Давід Корір                  | Дейвід Девайн                  |                |
| 1500 м - Т20                 | Пейман Назірі Базан'яні        | Даніель Пек                  | Рафаль Корц                    |                |
| 1500 м - Т37                 | Майкл МакКіллоп                | Бред Скотт                   | Мохамед Шармі                  |                |
| 1500 м - Т46                 | Абрахам Тарбей                 | Вунді Фікре Інделбу          | Самір Нуйуа                    |                |
| 1500 м - Т54                 | Дейвід Вейр                    | Прават Вахорам               | Гуї Дае Кім                    |                |
| 5000 м                       |                                |                              |                                |                |
| 5000 м - Т11                 | Крістіан Валенсуела            | Джейсон Джозеф Данкерлі      | Шін'я Вада                     |                |
| 5000 м - Т12                 | Ель Амін Шентуф                | Абдеррахім Жіу               | Хенрі Кірва                    |                |
| 5000 м - Т54                 | Дейвід Вейр                    | Кьорт Фірнлі                 | Жул'єн Касолі                  |                |
| Естафета 4 x 100 м           |                                |                              |                                |                |
| Естафета 4 x 100 м - Т11/Т13 | Росія                          | Китай                        | Азербайджан                    |                |
| Естафета 4 x 100 м - Т42/Т46 | Південна Африка                | Китай                        | Німеччина                      |                |
| Естафета 4 x 400 м - Т53/Т54 | Естафета 4 x 400 м - Т53/Т54   | Китай                        | Таїланд                        | Австралія      |
| Марафон                      |                                |                              |                                |                |
| Марафон - Т12                | Альберто Суарес Ласо           | Елькін Морено                | Абдеррахім Жіу                 |                |
| Марафон - Т46                | Тіто Сена                      | Абдеррахман Хамуш            | Фредерік ван ден Хеде          |                |
| Марафон - Т54                | Дейвід Вейр                    | Марсель Хуг                  | Кьорт Фірнлі                   |                |
| Стрибок у висоту             |                                |                              |                                |                |
| Стрибок у висоту - F42       | Ілієса Делана                  | Гіріша Нарайєговда           | Лукаш Мамчарз                  |                |
| Стрибок у висоту - F46       | Мацей Лепято                   | Джефф ськийба                | Хонгдзє Чен                    |                |
| Стрибок у довжину            |                                |                              |                                |                |
| Стрибок у довжину - F11      | Руслан Катишев                 | Елексіс Джіллетт             | Дуан Лі                        |                |
| Стрибок у довжину - F13      | Луїз Феліпе Гут'єррес          | Анхель Хіменес Кабеса        | Радослав Златанов              |                |
| Стрибок у довжину - F20      | Хосе Експосіто                 | Зоран Таліч                  | Ленін Куня                     |                |
| Стрибок у довжину - F36      | Роман Павлик                   | Маріус Собчак                | Володимир Свірідов             |                |
| Стрибок у довжину - F37/38   | Гоча Хугаєв                    | Юксі Ма                      | Дайян Буйс                     |                |
| Стрибок у довжину - F42/44   | Маркус Рем                     | Войтек Чиж                   | Даніел Йоргенсен               |                |
| Стрибок у довжину - F46      | Фул'янг Лю                     | Арно Ассумані                | Гусеїн Гасанов                 |                |
| Потрійний стрибок            |                                |                              |                                |                |
| Потрійний стрибок - F11      | Денис Гулін                    | Дуан Лі                      | Руслан Катишев                 |                |
| Потрійний стрибок - F12      | Олег Панютін                   | Володимир Заєць              | Хевей Донг                     |                |
| Потрійний стрибок - F46      | Фул'янг Лю                     | Арно Ассумані                | Олександр Субота               |                |
| Штовхання ядра               |                                |                              |                                |                |
| Штовхання ядра - F11/12      | Андрій Голівець                | Володимир Андрющенко         | Расселл Шорт                   |                |
| Штовхання ядра - F20         | Тодд Хаджеттс                  | Джеффрей Іге                 | Мухаммад Зіяд Золькефлі        |                |
| Штовхання ядра - F32/33      | Камель Карджена                | Карім Бетіна                 | Мунір Бакірі                   |                |
| Штовхання ядра - F34         | Азеддін Нуїрі                  | Мохсен Каеді                 | Т'єррі Кібон                   |                |
| Штовхання ядра - F40         | Жімін Ван                      | Хусеїн Герзулі               | Пасхаліс Стателакос            |                |
| Штовхання ядра - F42/44      | Які Крістіансен                | Дарко Кралж                  | Елед Девіс                     |                |
| Штовхання ядра - F46         | Микита Прохоров                | Жанбяо Ху                    | Томаш Ребіш                    |                |
| Штовхання ядра - F52/53      | Айгарс Апініс                  | Мауро Максімо де Хесус       | Скот Северн                    |                |
| Штовхання ядра - F54/55/56   | Джаліл Багері Джедді           | Кароль Козун                 | Робін Уомек                    |                |
| Штовхання ядра - F57/58      | Олексій Ашапатов               | Януш Рокіцкі                 | Майкл Ловренс                  |                |
| Метання диска                |                                |                              |                                |                |
| Метання диска - F11          | Давід Касінос С'єрра           | Василь Ліщинський            | Біль Марінковіч                |                |
| Метання диска - F32/33/34    | Янжанг Ванг                    | Хані Альнахлі                | Лахуарі Бахлаз                 |                |
| Метання диска - F35/36       | Себаст'ян Дієц                 | Олексій Пашков               | Венгбо Ванг                    |                |
| Метання диска - F37/38       | Явад Хардані                   | Донг Кся                     | Томаш Блаткєвіч                |                |
| Метання диска - F40          | Жімінг Ванг                    | Пасхаліс Стателакос          | Джонатан де Соса Сантос        |                |
| Метання диска - F42          | Елед Девіс                     | Мердад Карам Задех           | Лежен Ван                      |                |
| Метання диска - F44          | Джеремі Кембел                 | Ден Грівс                    | Фарзад Сепахванд               |                |
| Метання диска - F51/52/53    | Мохамед Беррахал               | Айгарс Апініс                | Мохамед Земземі                |                |
| Метання диска - F54/55/56    | Леонардо Діаз                  | Дразенко Мітровіч            | Алі Мохамад Ярі                |                |
| Метання диска - F57/58       | Олексій Ашапатов               | Ростислав Полманн            | Метава Абуельхір               |                |
| Метання списа                |                                |                              |                                |                |
| Метання списа - F12/13       | Пенгкаї Жу                     | Саяд Нікпараст               | Бранімір Будетіч               |                |
| Метання списа - F33/34       | Мохсен Каеді                   | Янжанг Ванг                  | Камель Каржена                 |                |
| Метання списа - F40          | Жімінг Ванг                    | Ахмед Нас                    | Вільдан Нухайлаві              |                |
| Метання списа - F42          | Янлонг Фу                      | Камран Шокрісаларі           | Рунар Стейнстад                |                |
| Метання списа - F44          | Мінгдзє Гао                    | Тоні Фалелавакі              | Рональд Хертог                 |                |
| Метання списа - F52/53       | Альфонсо Каннінгхем            | Абдольреза Джокар            | Мауро Максимо де Хесус         |                |
| Метання списа - F54/55/56    | Луїз Альберто Зепеда Фелікс    | Олексій Кузнєцов             | Маноліс Стефанудакіс           |                |
| Метання списа - F57/58       | Мохаммад Хальванді             | Клодіней Батіста дос Сантос  | Ред Салем                      |                |
| Метання булави - F31/32/51   | Метання булави - F31/32/51     | Зеліко Дімітрієвіч           | Радім Белеш                    | Лахуарі Бахлаз |

### Жінки
| Змагання                     | Змагання                     | Золото                | Срібло                             | Бронза          |
| ---------------------------- | ---------------------------- | --------------------- | ---------------------------------- | --------------- |
| 100 м                        |                              |                       |                                    |                 |
| 100 м - Т11                  | Терезін'я Гуїл'єрміна        | Джеруса Гебер Сантос  | Джулія Сантос                      |                 |
| 100 м - Т12                  | Гухуа Жу                     | Лібби Клегг           | Оксана Ботурчук                    |                 |
| 100 м - Т13                  | Омара Дуран                  | Ільзе Хейс            | Нантенін Кейта                     |                 |
| 100 м - Т34                  | Ханна Кокрофт                | Емі Сімонс            | Розмарі Літтл                      |                 |
| 100 м - Т35                  | Пін Ліу                      | Оксана Корсу          | Вірджинія МакЛечлен                |                 |
| 100 м - Т36                  | Олена Свірідова              | Мін Жае Жеон          | Клавдія Ніколайцік                 |                 |
| 100 м - Т37                  | Манді Франсуа-Елі            | Джоана Бенсон         | Неда Бахі                          |                 |
| 100 м - Т38                  | Маргарита Гончарова          | Юнфей Чен             | Інна Стрижак                       |                 |
| 100 м - Т42                  | Мартіна Каїроні              | Келлі Картурайт       | Яна Шмідт                          |                 |
| 100 м - Т44                  | Марі-Амелі ле Фур            | Марлу ван Рійн        | Ейпріл Хольмс                      |                 |
| 100 м - Т46                  | Юнідіс Кастільо              | Ніколь Родомакіна     | Янпінг Ванг                        |                 |
| 100 м - Т52                  | Марієке Верворт              | Мішель Стільвелль     | Керри Морген                       |                 |
| 100 м - Т53                  | Ліша Хуанг                   | Хонгжуан Жу           | Анжела Беллард                     |                 |
| 100 м - Т54                  | Вендзун Ліу                  | Хонгдзяо Дон          | Тетяна МакФадден                   |                 |
| 200 м                        |                              |                       |                                    |                 |
| 200 м - Т11                  | Терезін'я Гуїл'єрміна        | Джеруса Гебер Сантос  | Юнтінгксіан Дзія                   |                 |
| 200 м - Т12                  | Ассія Ель Аннуні             | Гухуа Жу              | Дацін Жу                           |                 |
| 200 м - Т34                  | Ханна Кокрофт                | Емі Сімонс            | Десіре Франкен                     |                 |
| 200 м - Т35                  | Пін Ліу                      | Оксана Корсу          | Вірджинія МакЛечлен                |                 |
| 200 м - Т36                  | Олена Свірідова              | Мін Жае Жеон          | Клавдія Ніколайцік                 |                 |
| 200 м - Т37                  | Джоана Бенсон                | Бетені Уодуард        | Марія Сайферт                      |                 |
| 200 м - Т38                  | Юнфей Чен                    | Маргарита Гончарова   | Інна Стрижак                       |                 |
| 200 м - Т44                  | Марлу ван Рійн               | Марі-Амелі ле Фур     | Катрін Грін                        |                 |
| 200 м - Т46                  | Юнідіс Кастільо              | Алісія Фьодоров       | Анрун Лібенберг                    |                 |
| 200 м - Т52                  | Мішель Стільвелль            | Марієке Верворт       | Керри Морген                       |                 |
| 200 м - Т53                  | Ліша Хуанг                   | Анжела Беллард        | Хонгжуан Жу                        |                 |
| 400 м                        |                              |                       |                                    |                 |
| 400 м - Т12                  | Ассія Ель Аннуні             | Оксана Ботурчук       | Даніела Євгенія Веласко Мальдонадо |                 |
| 400 м - Т13                  | Омара Дуран                  | Сомая Бусед           | Александра Дімоглу                 |                 |
| 400 м - Т37                  | Неда Бахі                    | Вікторія Кравченко    | Євгенія Трушнікова                 |                 |
| 400 м - Т46                  | Юнідіс Кастільо              | Анрун Лібенберг       | Алісія Фьодоров                    |                 |
| 400 м - Т53                  | Хонгхуан Жу                  | Анжела Беллард        | Ліша Хуанг                         |                 |
| 400 м - Т54                  | Тетяна МакФадден             | Хонгдзіяо Донг        | Едіт Вольф                         |                 |
| 800 м                        |                              |                       |                                    |                 |
| 800 м - Т53                  | Хонгжуан Жу                  | Ліша Хуанг            | Джессіка Геллі                     |                 |
| 800 м - Т54                  | Тетяна МакФадден             | Едіт Вольф            | Ліхонг Зу                          |                 |
| 1500 м                       |                              |                       |                                    |                 |
| 1500 м - T12                 |                              |                       |                                    |                 |
| 1500 м - Т20                 | Барбара Нєвєдзял             | Арлета Мелох          | Ілона Бячі                         |                 |
| 1500 м - Т54                 | Тетяна МакФадден             | Едіт Вольф            | Шірлі Ріллі                        |                 |
| 5000 м - Т54                 | 5000 м - Т54                 | Едіт Вольф            | Шірлі Ріллі                        | Крісті Дейвс    |
| Естафета 4 x 100 м - Т35/Т38 | Естафета 4 x 100 м - Т35/Т38 | Росія                 | Китай                              | Велика Британія |
| Марафон - Т54                | Марафон - Т54                | Шірлі Ріллі           | Шеллі Вудс                         | Сандра Граф     |
| Стрибок у довжину            |                              |                       |                                    |                 |
| Стрибок у довжину - F13      | Ільзе Хейс                   | Лінда Амрі            | Анфі Карагіанні                    |                 |
| Стрибок у довжину - F20      | Кароліна Кухарчик            | Христина Жукова       | Мікела Рістоський                  |                 |
| Стрибок у довжину - F37/38   | Маргарита Гончарова          | Інна Стрижак          | Юанхан Цао                         |                 |
| Стрибок у довжину - F42/44   | Келлі Картурайт              | Стефані Рейд          | Марі-Амелі ле Фур                  |                 |
| Стрибок у довжину - F46      | Ніколь Родомакіна            | Карлі Бітті           | Дзінглінг Уянг                     |                 |
| Штовхання ядра               |                              |                       |                                    |                 |
| Штовхання ядра - F11/12      | Ассунта Ленянте              | Хонгксія Танг         | Лянгмін Жанг                       |                 |
| Штовхання ядра - F20         | Єва Дурська                  | Анастасія Мисник      | Світлана Куделя                    |                 |
| Штовхання ядра - F32/33/34   | Біргіт Кобер                 | Луїз Еллері           | Маруа Ібрагмі                      |                 |
| Штовхання ядра - F35/36      | Марія Помазан                | Юн Ванг               | Цін Ву                             |                 |
| Штовхання ядра - F37         | На Мі                        | Цюпін Ксу             | Єва Берна                          |                 |
| Штовхання ядра - F40         | Рауа Тлілі                   | Генжімісу Менг        | Наят ель Гарраа                    |                 |
| Штовхання ядра - F42/44      | Дзуан Яо                     | Юе Янг                | Міхаела Фльот                      |                 |
| Штовхання ядра - F54/55/56   | Ліван Ванг                   | Маріанн Буггенхаген   | Анжела Медсен                      |                 |
| Штовхання ядра - F57/58      | Анжелес Ортіс Ернандес       | Стела Енева           | Євчарія Іязі                       |                 |
| Метання диска                |                              |                       |                                    |                 |
| Метання диска - F11/12       | Лянгмін Жанг                 | Хонгксія Танг         | Клер Уіл'ямс                       |                 |
| Метання диска - F35/36       | Цін Ву                       | Марія Помазан         | Кетрін Праудфут                    |                 |
| Метання диска - F37          | На Мі                        | Цюпін Ксу             | Беверлі Джонс                      |                 |
| Метання диска - F40          | Наят ель Гарраа              | Рауа Тлілі            | Генжімісу Менг                     |                 |
| Метання диска - F51/52/53    | Джосі Пірсон                 | Кетрін О'Нілл         | Зена Коул                          |                 |
| Метання диска - F57/58       | Насіма Саїфі                 | Стела Енева           | Орла Беррі                         |                 |
| Метання списа                |                              |                       |                                    |                 |
| Метання списа - F12/13       | Таня Драгіч                  | Анна Сорокіна         | Наталія Едер                       |                 |
| Метання списа - F33/34/52/53 | Біргіт Кобер                 | Марі Бремер-Сковронек | Мар'яана Уовінен                   |                 |
| Метання списа - F46          | Катажина П'єкарт             | Наталія Гудкова       | Маделейн Хоген                     |                 |
| Метання списа - F54/55/56    | Ліван Ванг                   | Аня Аїді              | Мартіна Віллінг                    |                 |
| Метання списа - F57/58       | Мінг Ліу                     | Сафія Джелал          | Лариса Волік                       |                 |
| Метання булави - F31/32/51   | Метання булави - F31/32/51   | Маруа Ібрагмі         | Мунія Гасмі                        | Гемма Прескотт  |

## Медальний залік
| Місце  | Країна                     | Золото | Срібло | Бронза | Загалом |
| ------ | -------------------------- | ------ | ------ | ------ | ------- |
| 1      | Китай                      | 33     | 29     | 24     | 86      |
| 2      | Росія                      | 19     | 12     | 5      | 36      |
| 3      | Велика Британія            | 11     | 7      | 11     | 29      |
| 4      | США                        | 9      | 6      | 13     | 28      |
| 5      | Туніс                      | 9      | 5      | 5      | 19      |
| 6      | Україна                    | 8      | 7      | 7      | 22      |
| 7      | Бразилія                   | 7      | 8      | 3      | 18      |
| 8      | Куба                       | 7      | 4      | 0      | 11      |
| 9      | Польща                     | 6      | 7      | 5      | 18      |
| 10     | Австралія                  | 5      | 9      | 13     | 27      |
| 11     | Іран                       | 5      | 5      | 3      | 13      |
| 12     | Німеччина                  | 5      | 3      | 10     | 18      |
| 13     | ПАР                        | 4      | 7      | 6      | 17      |
| 14     | Алжир                      | 4      | 6      | 6      | 16      |
| 15     | Франція                    | 4      | 4      | 5      | 13      |
| 16     | Ірландія                   | 4      | 1      | 1      | 6       |
| 17     | Іспанія                    | 3      | 2      | 0      | 5       |
| 18     | Марокко                    | 3      | 0      | 3      | 6       |
| 19     | Італія                     | 2      | 3      | 1      | 6       |
| 20     | Мексика                    | 2      | 2      | 5      | 9       |
| 21     | Кенія                      | 2      | 2      | 2      | 6       |
| 22     | Сербія                     | 2      | 1      | 0      | 3       |
| 23     | Австрія                    | 2      | 0      | 3      | 5       |
| 24     | Фінляндія                  | 2      | 0      | 1      | 3       |
| 25     | Канада                     | 1      | 5      | 3      | 9       |
| 26     | Нідерланди                 | 1      | 4      | 2      | 7       |
| 26     | Швейцарія                  | 1      | 4      | 2      | 7       |
| 28     | Азербайджан                | 1      | 1      | 2      | 4       |
| 29     | Бельгія                    | 1      | 1      | 1      | 3       |
| 30     | Латвія                     | 1      | 1      | 0      | 2       |
| 30     | Намібія                    | 1      | 1      | 0      | 2       |
| 32     | Ангола                     | 1      | 0      | 1      | 2       |
| 32     | Данія                      | 1      | 0      | 1      | 2       |
| 34     | Чилі                       | 1      | 0      | 0      | 1       |
| 34     | Фіджі                      | 1      | 0      | 0      | 1       |
| 34     | Ямайка                     | 1      | 0      | 0      | 1       |
| 37     | Японія                     | 0      | 3      | 1      | 4       |
| 38     | Хорватія                   | 0      | 2      | 2      | 4       |
| 38     | Таїланд                    | 0      | 2      | 2      | 4       |
| 40     | Болгарія                   | 0      | 2      | 1      | 3       |
| 40     | Чехія                      | 0      | 2      | 1      | 3       |
| 40     | Південна Корея             | 0      | 2      | 1      | 3       |
| 43     | Греція                     | 0      | 1      | 4      | 5       |
| 44     | Єгипет                     | 0      | 1      | 2      | 3       |
| 45     | Ірак                       | 0      | 1      | 1      | 2       |
| 45     | Об'єднані Арабські Емірати | 0      | 1      | 1      | 2       |
| 47     | Колумбія                   | 0      | 1      | 0      | 1       |
| 47     | Ефіопія                    | 0      | 1      | 0      | 1       |
| 47     | Гонконг                    | 0      | 1      | 0      | 1       |
| 47     | Індія                      | 0      | 1      | 0      | 1       |
| 47     | Саудівська Аравія          | 0      | 1      | 0      | 1       |
| 47     | Швеція                     | 0      | 1      | 0      | 1       |
| 53     | Білорусь                   | 0      | 0      | 2      | 2       |
| 54     | Аргентина                  | 0      | 0      | 1      | 1       |
| 54     | Угорщина                   | 0      | 0      | 1      | 1       |
| 54     | Малайзія                   | 0      | 0      | 1      | 1       |
| 54     | Нігерія                    | 0      | 0      | 1      | 1       |
| 54     | Норвегія                   | 0      | 0      | 1      | 1       |
| 54     | Португалія                 | 0      | 0      | 1      | 1       |
| 54     | Шрі-Ланка                  | 0      | 0      | 1      | 1       |
| 54     | Венесуела                  | 0      | 0      | 1      | 1       |
| Всього | Всього                     | 170    | 170    | 170    | 510     |